# Coupe de la Ligue portugaise de football 2019-2020
Navigation
Coupe de la Ligue 2018-2019 Coupe de la Ligue 2020-2021
La Coupe de la ligue portugaise de football 2019-2020 (pt : Taça da liga), est la treizième édition de la coupe de la Ligue portugaise de football. Les 18 équipes de première division et 16 équipes (18 moins les deux équipes réserves) de deuxième division participent à cette compétition soit 34 équipes.

## Déroulement de la compétition

### Calendrier
| Tour | Nom            | Date                                                                                    | Participants    |
| 1    | Premier tour   | 27 et 28 juillet 2019                                                                   | 12              |
| 2    | Deuxième tour  | 3 et 5 août 2019                                                                        | 24              |
| 3    | Troisième tour | 25 et 26 septembre, 4, 5, 7 et 13 octobre, 16 novembre, 3, 4, 5, 21 et 22 décembre 2019 | 16 (12+4 de PL) |
| 4    | Demi-finales   | 21 et 22 janvier 2020                                                                   | 4               |
| 5    | Finale         | 25 janvier 2020                                                                         | 2               |

### Participants
- Entre parenthèses, figure le classement de la saison dernière

| Clubs de Primera Liga (18)   | Clubs de LigaPro (16)     |
| arrivent au 3e tour          | arrivent au 2e tour       |
| ---------------------------- | ------------------------- |
| Benfica (1er PL)             | GD Chaves (16e PL)        |
| Porto (2e PL)                | Nacional (17e PL)         |
| Sporting CP (3e PL)          | Feirense (18e PL)         |
| Sp. Braga (4e PL)            | Estoril-Praia (3e LP)     |
| arrivent au 2e tour          | arrivent au 1er tour      |
| V. Guimarães (5e PL)         | Académica (5e LP)         |
| Moreirense (6e PL)           | Covilhã (6e LP)           |
| Rio Ave (7e PL)              | Leixões (7e LP)           |
| Boavista (8e PL)             | Penafiel (8e LP)          |
| Belenenses (9e PL)           | Farense (10e LP)          |
| Santa Clara (10e PL)         | Académico Viseu (11e LP)  |
| Marítimo (11e PL)            | UD Oliveirense (12e LP)   |
| Portimonense (12e PL)        | Cova da Piedade (13e LP)  |
| Vitória de Setúbal (13e PL)  | Mafra (14e LP)            |
| Desportivo das Aves (14e PL) | Varzim (15e LP)           |
| Tondela (15e PL)             | Casa Pia (1er CP)         |
| Paços de Ferreira (1er LP)   | UD Vilafranquense (2e CP) |
| Famalicão (2e LP)            |                           |
| Gil Vicente (CP)             |                           |

Légende : (PL) = Primera Liga, (LP) = LigaPro, (CP) = Campeonato de Portugal

## Premier tour

### Format
- Ce premier tour est joué par les équipes de deuxième division (LigaPro) ayant terminé de la 5e à la 15e place la saison précédente ainsi que les deux promus du Campeonato de Portugal[1].
- Il y a 12 équipes de seconde division.
- Il n'y a pas de chapeaux et d'équipes protégées lors de ce tirage au sort.
- Les oppositions se déroulent en seul match sur le terrain du premier nommé.
- En cas d'égalité à la fin du temps réglementaire, il n'y a pas de prolongation et la qualification se joue lors d'une séance de tirs au but.
- Le tirage au sort a lieu le 5 juillet 2019[2].

### Résultats
| Date            | Club                | Résultat          | Club                   | Rapport |
| --------------- | ------------------- | ----------------- | ---------------------- | ------- |
| 27 juillet 2019 | Académica (LP)      | 1 - 1 (4 - 3 tab) | Farense (LP)           | Rapport |
| 28 juillet 2019 | Casa Pia (LP)       | 0 - 0 (4 - 1 tab) | UD Vilafranquense (LP) | Rapport |
| 28 juillet 2019 | Leixões (LP)        | 0 - 0 (5 - 4 tab) | Cova da Piedade (LP)   | Rapport |
| 28 juillet 2019 | UD Oliveirense (LP) | 2 - 1             | Mafra (LP)             | Rapport |
| 28 juillet 2019 | Penafiel (LP)       | 1 - 0             | Académico Viseu (LP)   | Rapport |
| 28 juillet 2019 | Covilhã (LP)        | 0 - 0 (3 - 1 tab) | Varzim (LP)            | Rapport |

Légende : (LP) = LigaPro

## Deuxième tour

### Format
- Ce deuxième tour est joué par les équipes de deuxième division (LigaPro) issues du premier tour, Estoril-Praia exempt du premier tour, ainsi que par 14 équipes de Primera Liga (équipes classées de 5e à 18e la saison précédente plus les trois promus)[1].
- Il n'y a pas de chapeaux et d'équipes protégées lors de ce tirage au sort.
- Les oppositions se déroulent en seul match sur le terrain du premier nommé.
- En cas d'égalité à la fin du temps réglementaire, il n'y a pas de prolongation et la qualification se joue lors d'une séance de tirs au but.
- Le tirage au sort a lieu le 5 juillet 2019 en même temps que celui du premier tour[2].

### Résultats
| Date        | Club                    | Résultat          | Club                     | Rapport |
| ----------- | ----------------------- | ----------------- | ------------------------ | ------- |
| 3 août 2019 | Casa Pia (LP)           | 2 - 0             | Boavista (PL)            | Rapport |
| 3 août 2019 | Leixões (LP)            | 1 - 2             | Marítimo (PL)            | Rapport |
| 3 août 2019 | Penafiel (LP)           | 1 - 0             | Tondela (PL)             | Rapport |
| 3 août 2019 | Nacional (LP)           | 2 - 2 (3 - 4 tab) | GD Chaves (LP)           | Rapport |
| 3 août 2019 | Vitória de Setúbal (PL) | 1 - 0             | Moreirense (PL)          | Rapport |
| 3 août 2019 | Belenenses (PL)         | 0 - 1             | Santa Clara (PL)         | Rapport |
| 3 août 2019 | Famalicão (PL)          | 0 - 2             | Covilhã (LP)             | Rapport |
| 3 août 2019 | Gil Vicente (PL)        | 3 - 2             | Desportivo das Aves (PL) | Rapport |
| 3 août 2019 | Paços de Ferreira (PL)  | 1 - 1 (5 - 4 tab) | Estoril-Praia (LP)       | Rapport |
| 3 août 2019 | Portimonense (PL)       | 2 - 0             | Académica (LP)           | Rapport |
| 3 août 2019 | Rio Ave (PL)            | 6 - 1             | UD Oliveirense (LP)      | Rapport |
| 3 août 2019 | Feirense (LP)           | 0 - 1             | V. Guimarães (PL)        | Rapport |

Légende : (PL) = Primera Liga, (LP) = LigaPro

## Troisième tour

### Format
- Ce troisième tour est joué avec les équipes qualifiées du second tour et les quatre premiers de la Primera Liga 2018-2019.
- Ce tour se dispute sous forme de poules de quatre équipes. Deux équipes par poule reçoivent deux fois et se déplacent une fois, les deux autres faisant l'inverse. L'ordre des matchs est le suivant : 
  - Journée 1 : L'équipe 1 reçoit l'équipe 2 et l'équipe 4 reçoit l'équipe 3
  - Journée 2 : L'équipe 4 reçoit l'équipe 1 et l'équipe 3 reçoit l'équipe 2
  - Journée 3 : L'équipe 3 reçoit l'équipe 1 et l'équipe 2 reçoit l'équipe 4.
- Ce tour se dispute sous forme de poules de quatre équipes. Deux équipes par poule reçoivent deux fois et se déplacent une fois, les deux autres faisant l'inverse.
- Les vainqueurs de poules sont qualifiés pour le tour suivant.
- En cas d'égalité, les critères suivants sont utilisés :

1. Différence de buts
2. Nombre de buts marqués
3. Plus petit âge moyen des joueurs utilisés[1].

### Tirage au sort
- Il est effectué le 3 septembre 2019[3].
- Les équipes sont réparties de la façon suivante : 
  - Dans le pot 1, se trouvent les équipes classées de la 1re à la 4e place lors de la saison précédente de Primera Liga. Ces équipes sont numérotées 1.
  - Dans le pot 2, se trouvent les quatre équipes les mieux classées lors de la saison précédente parmi les équipes restantes. Ces équipes sont numérotées 2.
  - Dans le pot 3, se trouvent les quatre équipes suivantes les mieux classées lors de la saison précédente parmi les équipes restantes. Ces équipes sont numérotées 3.
  - Dans le pot 4, se trouvent les quatre équipes les moins bien classées lors de la saison précédente parmi les équipes restantes. Ces équipes sont numérotées 4[1].

| Pot 1       | Pot 2        | Pot 3              | Pot 4       |
| ----------- | ------------ | ------------------ | ----------- |
| Benfica     | V. Guimarães | Portimonense       | Gil Vicente |
| Porto       | Rio Ave      | Vitória de Setúbal | Covilhã     |
| Sporting CP | Santa Clara  | GD Chaves          | Penafiel    |
| Sp. Braga   | Marítimo     | Paços de Ferreira  | Casa Pia    |

| Groupe A          | Groupe B           | Groupe C     | Groupe D    |
| ----------------- | ------------------ | ------------ | ----------- |
| Sp. Braga         | Benfica            | Sporting CP  | Porto       |
| Marítimo          | V. Guimarães       | Rio Ave      | Santa Clara |
| Paços de Ferreira | Vitória de Setúbal | Portimonense | GD Chaves   |
| Penafiel          | Covilhã            | Gil Vicente  | Casa Pia    |

### Groupe A
| Rang | Équipe                 | Pts | J | G | N | P | Bp | Bc | Diff |  | Résultats (▼ dom., ► ext.) | Bra | Paç | Mar | Pen |
| ---- | ---------------------- | --- | - | - | - | - | -- | -- | ---- |  | -------------------------- | --- | --- | --- | --- |
| 1    | Sp. Braga (PL)         | 9   | 3 | 3 | 0 | 0 | 9  | 3  | +6   |  | Braga                      |     |     | 2-1 |     |
| 2    | Paços de Ferreira (PL) | 4   | 3 | 1 | 1 | 1 | 4  | 6  | -2   |  | Paços                      | 1-4 |     | 1-1 |     |
| 3    | Marítimo (PL)          | 2   | 3 | 0 | 2 | 1 | 2  | 3  | -1   |  | Marítimo                   |     |     |     | 0-0 |
| 4    | Penafiel (LP)          | 1   | 3 | 0 | 0 | 3 | 2  | 5  | -3   |  | Penafiel                   | 1-3 | 1-2 |     |     |

Légende : (PL) = Primera Liga, (LP) = LigaPro

### Groupe B
| Rang | Équipe                  | Pts | J | G | N | P | Bp | Bc | Diff |  | Résultats (▼ dom., ► ext.) | Gui | Ben | Set | Cov |
| ---- | ----------------------- | --- | - | - | - | - | -- | -- | ---- |  | -------------------------- | --- | --- | --- | --- |
| 1    | V. Guimarães (PL)       | 7   | 3 | 2 | 1 | 0 | 5  | 0  | +5   |  | Guimarães                  |     |     |     | 3-0 |
| 2    | Benfica (PL)            | 3   | 3 | 0 | 3 | 0 | 3  | 3  | 0    |  | Benfica                    | 0-0 |     |     |     |
| 3    | Vitória de Setúbal (PL) | 2   | 3 | 0 | 2 | 1 | 3  | 5  | -2   |  | Setúbal                    | 0-2 | 2-2 |     |     |
| 4    | Covilhã (LP)            | 2   | 3 | 0 | 2 | 1 | 2  | 5  | -3   |  | Covilhã                    |     | 1-1 | 1-1 |     |

Légende : (PL) = Primera Liga, (LP) = LigaPro

### Groupe C
| Rang | Équipe            | Pts | J | G | N | P | Bp | Bc | Diff |  | Résultats (▼ dom., ► ext.) | Spo | Rio | Por | Gil |
| ---- | ----------------- | --- | - | - | - | - | -- | -- | ---- |  | -------------------------- | --- | --- | --- | --- |
| 1    | Sporting CP (PL)  | 6   | 3 | 2 | 0 | 1 | 7  | 4  | +3   |  | Sporting                   |     | 1-2 |     |     |
| 2    | Rio Ave (PL)      | 4   | 3 | 1 | 1 | 1 | 3  | 3  | 0    |  | Rio Ave                    |     |     |     | 0-1 |
| 3    | Portimonense (PL) | 4   | 3 | 1 | 1 | 1 | 5  | 6  | -1   |  | Portim.                    | 2-4 | 1-1 |     |     |
| 4    | Gil Vicente (PL)  | 3   | 3 | 1 | 0 | 2 | 2  | 4  | -2   |  | Gil Vicente                | 0-2 |     | 1-2 |     |

Légende : (PL) = Primera Liga

### Groupe D
| Rang | Équipe           | Pts | J | G | N | P | Bp | Bc | Diff |  | Résultats (▼ dom., ► ext.) | Por | Cha | Cas | San |
| ---- | ---------------- | --- | - | - | - | - | -- | -- | ---- |  | -------------------------- | --- | --- | --- | --- |
| 1    | FC Porto (PL)    | 9   | 3 | 3 | 0 | 0 | 8  | 2  | +6   |  | FC Porto                   |     |     |     | 1-0 |
| 2    | GD Chaves (LP)   | 6   | 3 | 2 | 0 | 1 | 4  | 4  | 0    |  | Chaves                     | 2-4 |     |     | 1-0 |
| 3    | Casa Pia (LP)    | 3   | 3 | 1 | 0 | 2 | 2  | 5  | -3   |  | Casa Pia                   | 0-3 | 0-1 |     |     |
| 4    | Santa Clara (PL) | 0   | 3 | 0 | 0 | 3 | 1  | 4  | -3   |  | Santa Clara                |     |     | 1-2 |     |

Légende : (PL) = Primera Liga, (LP) = LigaPro

## Phase finale
- Pour la quatrième édition d'affilée, un final four est organisé avec les demi-finales et la finale disputées en quelques jours dans le même stade. Comme la saison dernière, c'est le Stade municipal de Braga qui l’accueille[4].

### Demi-finales

#### Format
- La première demi-finale oppose le vainqueur du Groupe A à celui du Groupe C.
- La deuxième demi-finale oppose le vainqueur du Groupe B à celui du Groupe D[1].
- En cas d'égalité à la fin du temps réglementaire, les deux clubs se départagent lors d'une séance de tirs au but.

#### Résultats
| 21 janvier 2020 | Sp. Braga                                                                                | 2 - 1   | Sporting CP | Stade municipal de Braga, Braga               |                                               |
| 20h45           | Horta 8e · Paulinho 90e                                                                  | (1 - 0) | 44e Mathieu | Spectateurs : 10 047 Arbitrage : Nuno Almeida | Spectateurs : 10 047 Arbitrage : Nuno Almeida |
| 20h45           | Sequeira 17e · Esgaio 19e · Raúl Silva 44e · Paulinho 79e · Eduardo 90+7e · Galeno 90+7e | Rapport | 45e Coates · 57e Bruno Fernandes · 61e Bolasie · 67e Battaglia · 84e Maximiano · 90+3e Mathieu · 90+7e Acuña · 90+7e Henrique | Spectateurs : 10 047 Arbitrage : Nuno Almeida | Spectateurs : 10 047 Arbitrage : Nuno Almeida |

| 22 janvier 2020 | V. Guimarães                     | 1 - 2   | FC Porto                                 | Stade municipal de Braga, Braga              |                                              |
| 20h45           | Tapsoba 64e                      | (0 - 0) | 65e Telles · 73e Soares                  | Spectateurs : 13 102 Arbitrage : Jorge Sousa | Spectateurs : 13 102 Arbitrage : Jorge Sousa |
| 20h45           | Rodrigues 90+3e · Teixeira 90+4e | Rapport | 29e Corona · 70e Marcano · 88e Luis Díaz | Spectateurs : 13 102 Arbitrage : Jorge Sousa | Spectateurs : 13 102 Arbitrage : Jorge Sousa |

### Finale

#### Format
- Elle se déroule le 25 janvier 2020.
- En cas d'égalité à l'issue du match, une séance de tirs au but est disputée[1].

#### Résultat
| 25 janvier 2020 | Sp. Braga                                 | 1 - 0   | FC Porto                                                        | Stade municipal de Braga, Braga               |                                               |
| 20h45           | Horta 90+5e                               | (0 - 0) |                                                                 | Spectateurs : 23 794 Arbitrage : Luís Godinho | Spectateurs : 23 794 Arbitrage : Luís Godinho |
| 20h45           | Palhinha 64e · Raúl Silva 68e · Viana 81e | Rapport | 19e Oliveira · 29e Otávio · 73e Corona · 80e Baró · 90+2e Uribe | Spectateurs : 23 794 Arbitrage : Luís Godinho | Spectateurs : 23 794 Arbitrage : Luís Godinho |